# Écardenville-sur-Eure
Écardenville-sur-Eure és un municipi francès situat al departament de l'Eure i a la regió de Normandia. L'any 2007 tenia 525 habitants.

## Demografia

### Població
El 2007 la població de fet d'Écardenville-sur-Eure era de 525 persones. Hi havia 198 famílies, de les quals 44 eren unipersonals (16 homes vivint sols i 28 dones vivint soles), 59 parelles sense fills, 87 parelles amb fills i 8 famílies monoparentals amb fills.
La població ha evolucionat segons el següent gràfic:
Habitants censats

### Habitatges
El 2007 hi havia 246 habitatges, 205 eren l'habitatge principal de la família, 35 eren segones residències i 6 estaven desocupats. 244 eren cases i 2 eren apartaments. Dels 205 habitatges principals, 177 estaven ocupats pels seus propietaris, 20 estaven llogats i ocupats pels llogaters i 8 estaven cedits a títol gratuït; 2 tenien dues cambres, 21 en tenien tres, 43 en tenien quatre i 140 en tenien cinc o més. 155 habitatges disposaven pel capbaix d'una plaça de pàrquing. A 74 habitatges hi havia un automòbil i a 115 n'hi havia dos o més.

### Piràmide de població
La piràmide de població per edats i sexe el 2009 era:
| Homes | Edats   | Dones |
| ----- | ------- | ----- |
| 0     | 95 o +  | 0     |
| 0     | 90 a 94 | 0     |
| 0     | 85 a 89 | 12    |
| 8     | 80 a 84 | 4     |
| 4     | 75 a 79 | 12    |
| 8     | 70 a 74 | 4     |
| 8     | 65 a 69 | 8     |
| 4     | 60 a 64 | 16    |
| 12    | 55 a 59 | 12    |
| 20    | 50 a 54 | 16    |
| 32    | 45 a 49 | 36    |
| 16    | 40 a 44 | 20    |
| 24    | 35 a 39 | 20    |
| 24    | 30 a 34 | 24    |
| 8     | 25 a 29 | 4     |
| 12    | 20 a 24 | 16    |
| 24    | 15 a 19 | 16    |
| 32    | 10 a 14 | 8     |
| 28    | 5 a 9   | 8     |
| 12    | 0 a 4   | 4     |

## Economia
El 2007 la població en edat de treballar era de 370 persones, 276 eren actives i 94 eren inactives. De les 276 persones actives 243 estaven ocupades (121 homes i 122 dones) i 33 estaven aturades (17 homes i 16 dones). De les 94 persones inactives 38 estaven jubilades, 33 estaven estudiant i 23 estaven classificades com a «altres inactius».

### Ingressos
El 2009 a Écardenville-sur-Eure hi havia 219 unitats fiscals que integraven 588,5 persones, la mediana anual d'ingressos fiscals per persona era de 22.406 €.

### Activitats econòmiques
Dels 19 establiments que hi havia el 2007, 1 era d'una empresa de fabricació de material elèctric, 2 d'empreses de fabricació d'altres productes industrials, 5 d'empreses de construcció, 3 d'empreses de comerç i reparació d'automòbils, 1 d'una empresa de transport, 1 d'una empresa d'informació i comunicació, 1 d'una empresa immobiliària, 3 d'empreses de serveis i 2 d'entitats de l'administració pública.
Dels 7 establiments de servei als particulars que hi havia el 2009, 1 era un taller de reparació d'automòbils i de material agrícola, 1 paleta, 1 guixaire pintor, 2 lampisteries, 1 electricista i 1 empresa de construcció.
L'únic establiment comercial que hi havia el 2009 era una floristeria.
L'any 2000 a Écardenville-sur-Eure hi havia 4 explotacions agrícoles.

## Equipaments sanitaris i escolars
El 2009 hi havia una escola elemental integrada dins d'un grup escolar amb les comunes properes formant una escola dispersa.

## Poblacions més properes
El següent diagrama mostra les poblacions més properes.